# Ku nieboskłonom
Ku nieboskłonom – trzecia studyjna płyta zespołu Kobranocka. Wydana została w 1992 roku nakładem wydawnictwa Izabelin Studio.
Muzyka i słowa: Kobranocka, oprócz: „Wspomnienie” (M. Sart – J. Tuwim), „Chcą się podetrzeć naszą skórką” (muzyka: Suzanne Vega). Płytę nagrano w lipcu i grudniu ’91, styczniu ’92. Realizatorzy: Leszek Kamiński i Andrzej Puczyński. Produkcja: Leszek Kamiński i Kobranocka. Zdjęcia: Dariusz Majewski.
W „Magazynie Perkusista” (7-8/2018) album znalazł się na 58. miejscu w rankingu „100 polskich płyt najważniejszych dla perkusistów”.

## Lista utworów
1. „Rozgrzeszenia nie chcą mi dać” – 3:01
2. „Po nieboskłony” – 4:16
3. „Za ideałem niedoścignionym” – 5:05
4. „Pałacyk i latarenka” – 1:17
5. „Z łopotem flag” – 5:04
6. „Daj na tacę” – 3:29
7. „Poznałem cię na procesji” – 4:37
8. „Póki to nie zabronione” – 2:56
9. „Sowiety!” – 3:45
10. „Wspomnienie” – 2:20
11. „Radio powinno być dla gówniarzy” – 3:03
12. „Chcą się podetrzeć naszą skórką” – 0:51
13. „Hipisówka” – 5:23

## Muzycy
- Andrzej Kraiński – gitara, śpiew
- Jacek Bryndal – gitara basowa, śpiew
- Adam Burzyński – gitara, śpiew
- Piotr Wysocki – perkusja, tamburyn, śpiew

gościnnie
- Edyta Bartosiewicz – śpiew
- Anja Orthodox – śpiew